# چارلز گابریل سلیگمن
چارلز گابریل سلیگمن(به انگلیسی: Charles Gabriel Seligman)(زادهٔ ۲۴ دسامبر ۱۸۷۳- مرگ ۱۹ سپتامبر ۱۹۴۰) نژادشناس بریتانیایی بود.
سلیگمن زادهٔ لندن بود و در بیمارستان سنت‌تامس پزشکی خوانده‌بود. او سال‌ها به پزشکی و آسیب‌شناسی پرداخت، ولی در ۱۸۹۸ داوطلب پیوستن به کاوش دانشگاه کمبریج در تنگهٔ تورس شد و سپس در سال‌های پس از آن در کاوش‌های گینه نو، سری‌لانکا و سودان همکاری‌نمود. او در ۱۹۰۵ با برندا زارا سالمان -که در بسیاری از از این کاوش‌ها با وی همراهی‌داشت- پیمان زناشویی بست. سلیگمن از ۱۹۱۳ تا ۱۹۳۴ صاحب کرسی مردم‌شناسی دانشگاه لندن بود. او همچنین عضو انجمن سلطنتی هم بود.
سلیگمن از پشتیبانان نگره نژاد حامی بود. برپایهٔ این نظریه حامیان از نژاد قفقازی در شمال آفریقا و گسترندهٔ فرهنگ در آن سامان بودند. او بر این باور بود که نژاد سیاه در اصل یکجانشین و کشاورز بودند و این قفقازی‌نژادان دامدار کوچ‌نشین بودند که پایه ریز فلزکاری و آبیاری و ساختارهای اجتماعی پیچیده در مرکز آفریقا گردیدند.

## اثرها
- ملانزی‌های گینهٔ نو بریتانیا، ۱۹۱۰
- وداها، ۱۹۱۱
- نژادهای آفریقا، ۱۹۳۰
- قبیله‌های کافر کرانهٔ نیل در سودان، ۱۹۳۲